# ضيفد ساحلي
ضيفد ساحلي (الاسم العلمي:Dyschoriste litoralis) هو نوع من النباتات يتبع جنس الضيفد من الفصيلة الأقنتية.